# 傑夫·戴維斯縣 (喬治亞州)
傑夫·戴維斯縣（英語：Jeff Davis County）是美國喬治亞州東南部的一個縣。面積869平方公里。根据美国2000年人口普查，共有人口12,684人。縣治哈兹勒赫斯特（Hazlehurst）。
傑夫·戴維斯縣成立於1905年。縣名紀念美利堅邦聯總統傑佛遜·戴維斯。